# Hovi Star
Hovi Star (hebrejsky חובי סטאר‎), občanským jménem Hovav Sekulets (hebrejsky חובב סקולץ‎; * 19. listopadu 1986 Kirjat Ata, Izrael), je izraelský zpěvák, finalista soutěže Eurovision Song Contest 2016. Od roku 2009 vydal celou řadu singlů, psal a skládal písně i pro další interprety.
V národní soutěži, která spojuje koncept X-Factor a Rising Star, zvítězil před dalšími dvěma finalisty Ella Daniel a Nofar Salman, čímž se kvalifikoval do mezinárodní soutěže Eurovision Song Contest 2016. V ní reprezentoval Izrael v květnu 2016 s písní „Made of Stars“. Z druhého semifinálového večera postoupil na 7. z deseti postupových míst s 147 body do finále. V tom poté obsadil 14. příčku z 26 finalistů, když obdržel 135 bodů. Skončil na 4. místě v hlasování poroty, zároveň však obdržel 3. nejhorší hodnocení diváků.
Daboval také do hebrejštiny filmy společností Disney a Pixar, jako jsou Ledové království, LEGO příběh, Popelka, V hlavě a další.
Hovi Star je otevřený gay. V dubnu 2016 si postěžoval na homofobní incident, k němuž došlo u pasové kontroly na moskevském letišti během propagační tour před Eurovizí.